# レイテ戦記
『レイテ戦記』（レイテせんき）は、大岡昇平による戦記文学作品。太平洋戦争の“天王山”と呼ばれ、日本軍8万4千人もの犠牲を生み出した（対して米軍の死傷者は1万5千人）レイテ島における死闘を、厖大な資料や多くのインタビュー取材を行い、それらを紐解いて再構築したものである。1967年から1969年にかけて雑誌「中央公論」に連載し1971年に中央公論社で全3巻が刊行された。本作により、1972年に毎日芸術賞を受賞した。
大岡は「結局は小説家である著者が見た大きな夢の集約である」と語っており、中央公論社や筑摩書房の全集でも本作が小説に分類されており、本項では小説として扱う。

## 背景
大岡は1944年に召集されフィリピン・ミンドロ島に派遣されたが1945年1月にアメリカ軍の捕虜となり、同年12月に復員する。この体験を基に『俘虜記』『野火』などの小説を発表したが、いずれも一兵士の視点で語られた作品に過ぎなかった。だが「損害が大きければ、それだけ遺族も多いわけで、自分の親族がどのようにして戦って死んだか知りたい人は多いわけである。それには旧職業軍人の怠慢と粉飾されすぎた物語に対する憤懣も含まれていた。」（あとがきを一部変え抜粋）という考えに至り、この作品を手がけ、レイテ島で死闘した末に死亡した兵士達の鎮魂碑を打ち立てた。

## 各章の概要
1 第16師団  昭和19年4月5日
この4月からレイテ島に配備されたのは第16師団（兵力18000名余）。師団長は牧野四郎中将。
2 ゲリラ
フィリピンには前世紀から対スペイン、対米のゲリラがいた。昭和17年以後は対日ゲリラとなる。
3 マッカーサー
ダグラス・マッカーサーはフランクリン・ルーズベルト大統領とハワイで会談。米軍のフィリピン上陸を決定。
4 海軍
フィリピン上陸米軍を迎え撃つ捷号作戦計画。台湾沖航空戦大勝利の誤報が、大本営のレイテ決戦作戦を生む。
5 陸軍
マニラの第14方面軍司令官山下奉文大将は、レイテ決戦に反対したが、結局従命。
6 上陸  10月17日-20日
10月20日、米軍がレイテ東岸のタクロバンとドラグから上陸。
7 第35軍
レイテ島の第16師団を含めて、フィリピン南半分の島々を統括する軍は第35軍。司令官は鈴木宗作中将。参謀長は友近美晴少将。
8 抵抗  10月21日-25日
上陸米軍と第16師団との戦闘。米軍はタクロバン、ドラグを占領。
9 海戦  10月24日-26日
米海軍を迎え撃つレイテ沖海戦。栗田健男艦隊は反転撤退し、米軍はレイテ上陸を完了。
10 神風
菊水隊、敷島隊など、神風特攻隊による特別攻撃は、レイテ沖海戦ではじまった。
11 カリガラまで 10月26日-11月2日
米軍はレイテ北岸カリガラへ進攻。日本は26日からの第1次多号輸送で第30師団第41連隊、第102師団独歩169と171大隊、第57旅団の天兵大隊を投入。しかしカリガラを守りきれず撤退。
12 第1師団
11月1日の第2次多号輸送で、第1師団（13000名余）が、レイテ島の決戦師団として上海からオルモック湾へ上陸。
13 リモン峠 11月3日-10日
第1師団はリモン峠へ。米軍はカリガラからレイテ西岸へ出ようとし、第1師団と戦闘。1ヶ月余のリモン峠戦の始まり。
14 軍旗 11月11日-15日
リモン峠の戦いの続き。第1師団は善戦。相手の米軍第24師団長アービング少将は解任される。
15 第26師団
11月9日と11日の第3次4次多号輸送で、ルソン島から第26師団（13000名余）がレイテへ。
16 多号作戦
多号輸送作戦のこと。第1次は第30師団第41連隊と第102師団、第2次は第1師団と第26師団第12連隊を輸送。第3,4次輸送で第26師団の主力人員を輸送したが、物資と護衛艦隊が沈められた。
17 脊梁山脈
第26師団独歩第12連隊と第16師団は、脊梁山脈を守備。米軍は南から迂回し、西海岸南部のダムラアンを占領。
18 死の谷 11月16日-12月7日
リモン峠戦の続き。疲労した米軍第24師団は、新手の米第32師団と交代。日本の第1師団は防戦。
19 和号作戦
多号輸送作戦、第5次（11月23日）は途中で壊滅。6次（28日）と7次（30日）は物資輸送に成功。第16方面軍はブラウエン空港攻略の和号作戦を立案。
20 ダムラアンの戦い 11月23日-12月7日
米軍ダムラアン基地を第26師団が攻撃。12月7日に米軍がオルモックに上陸したため退却。
21 ブラウエンの戦い 12月6日-7日
第26師団と第16師団と高千穂降下隊は、ブラウエンの米軍飛行場を攻撃。
22 オルモック湾の戦い 11月27日-12月7日
米海軍は第6,7,8次多号輸送を妨害攻撃。12月7日、米軍はオルモック上陸を開始。
23 オルモックの戦い 12月8日-15日
第26師団第12連隊がオルモック湾へ急行、抗戦するが、米軍はオルモックを占領。
24 壊滅 12月13日-18日
オルモックをとられたため、島内の陸軍への補給が断たれた。
25 第68旅団 12月7日-21日
12月7日に第8次多号輸送で、台湾からの第68旅団がレイテ北端サン・イシドロに上陸。しかし主戦場から遠すぎた。
26 転進 12月12日-21日
リモン峠周辺の第1師団と第102師団と第30師団に、レイテ島西北部への転進命令。
27 敗軍 12月22日-31日
大本営はレイテ放棄を決定。組織的抵抗は終了。第14方面山下司令官からは永久抗戦の訓示。
28 地号作戦 昭和20年1月1日-20日
第1師団のうち800名弱は、小型舟でセブ島などへ撤退。しかし舟が全滅し、1月20日でこの作戦は終了。
29 カンギポット 1月21日-4月19日
日本兵はカンギポット山周辺に残された。若干名がレイテ島を脱出。第35軍司令官鈴木中将は、ミンダナオ島へ渡る途上で4月19日戦死。
30 エピローグ
戦場はルソン島などへ移った。勝利した米軍はフィリピン政府に主権を返還。終戦後にレイテ島から出てきた日本兵はいなかった。

## 主な師団などの経過
年の記載がない月日は1944（昭和19）年。
兵力、生還者数は『レイテ戦記』エピローグの第6表による。生還者の過半は捕虜。

### 第16師団
当初からレイテ島を守備。米軍上陸後10日ほどで脊梁山脈に後退。
兵力18608   生還者580
師団長は牧野四郎中将。昭和20年以後消息不明。
歩兵第9連隊（京都）
カトモン山を守備。      連隊長神谷保孝大佐 （『レイテ戦記』には記述がないが、12月8日戦死とされる）
歩兵第20連隊（福知山）
ドラグを守備。    連隊長鉾田慶次郎大佐は、10月22日ホリタで戦死。
歩兵第33連隊（津）
タクロバンを守備。    連隊長鈴木辰之助大佐は、10月23日パロで自決。

### 第30師団
元来ミンダナオ島を守備。師団としてではなく、連隊単位で投入された。船舶不足のため、以下の2つの連隊は投入時期もまったく違い、別々に行動。
兵力5357    生還者240
歩兵第41連隊（福山）
第1次多号作戦で10月26日上陸。カリガラ湾攻防に参戦。
連隊長炭谷鷹義大佐は、昭和20年1月以後消息不明。
歩兵第77連隊（平壌）
米軍オルモック上陸後の12月9日パロンポンに上陸。
連隊長新郷栄次大佐は、昭和20年1月以後消息不明。

### 第102師団
セブ島周囲からカリガラ湾の戦闘に大隊単位で引き抜いて投入。第1師団到着後はその南を守備。
兵力3142    生還者270
師団長福栄真平中将は、昭和20年1月5日にレイテ島から無断脱出した。
第78旅団（熊本） 独立歩兵第169大隊
第1次多号輸送で10月27日上陸。
隊長西村茂中佐は、昭和20年1月5日、福栄中将を護衛した舟が沈没し死亡。
第77旅団（熊本） 独立歩兵第171大隊
10月30日上陸。
隊長田辺侃二（かんじ）中佐は、消息不明。

### 第1師団
レイテ戦の決戦師団として、満州から上海経由で投入された。第2次多号輸送で11月1日上陸。
兵力13542   生還者50
師団長片岡董（ただす）中将は、昭和20年1月15日、第35軍司令によりレイテを脱出。
歩兵第1連隊（東京）
連隊長揚田虎巳大佐は、昭和20年1月17日、レイテを脱出、セブ島へ。
歩兵第49連隊（甲府）
連隊長小浦次郎大佐は、セブ島に転進後、昭和20年5月25日戦死。
歩兵第57連隊（佐倉）
連隊長宮内良夫大佐は、昭和20年1月15日、レイテを脱出、セブ島へ。

### 第26師団
8月からルソン島を守備していた、第14方面軍直轄師団。その主力は11月9-11日、第3,4次多号輸送で上陸。脊梁山脈を担当。
兵力13778   生還者620
師団長山県栗花生（つゆお）中将は、昭和20年2月15日バレンシアで戦死。
独立歩兵第12連隊（岐阜）
第2次多号輸送で11月1日に上陸。12月7日の米軍第77師団オルモック上陸に、ほぼこの連隊だけで抵抗した。
連隊長今堀銕作大佐は、昭和20年7月4日、カンギポットの北で自決。 （8月10日に日本軍最後の捕虜になった東嶋登大尉の証言による。）
独立歩兵第11連隊（名古屋）の第2大隊
隊長大川鼎大尉は、12月10日ダムラアンで戦死。
独立歩兵第13連隊（静岡）
連隊長斎藤二郎大佐は、ダムラアンの戦い以後『レイテ戦記』に記事なし。

### 第68旅団
満州から台湾経由で投入。しかしこの旅団がオルモックに到着する直前に米軍に上陸されてしまい、12月7日サン・イシドロに上陸。結局活躍の機会があまりなし。 
兵力6392    生還者90
旅団長栗栖猛夫少将は、昭和20年1月以後のレイテ島残留部隊の最高指揮官。昭和20年3月以後消息不明。

### 第8師団
8月からルソン島を守備していた、第14方面軍直轄師団。レイテに送られたのは、この師団のうち歩兵第5連隊のみ。
歩兵第5連隊（青森）
兵力4552    生還者130
米軍オルモック上陸後に、第9次多号輸送で12月11日パロンポンに上陸。最後の援軍。
連隊長高階於莵雄（たかはしおとお）大佐は、昭和20年以後消息不明。

### 第4航空軍
米軍に占領されたタクロバン、ドラグ、ブラウエン、カリガラ、オルモックを空から攻撃。オルモックは特攻を含む。 
司令官富永恭次中将。

### 高千穂空挺隊（第2挺進団）
台湾の高砂族で編成した落下傘部隊。
挺進第3連隊
12月6日ブラウエン飛行場を攻撃。
連隊長白井恒春少佐は、昭和20年以後不明。
挺進第4連隊
12月8日以後オルモック攻防のためバレンシアへ。
連隊長斎田治作少佐は、昭和20年1月レイテを撤退。

## 全集判
- 『大岡昇平全集 第8巻』 中央公論社、1974年。解題池田純溢
  - 改訂版『レイテ戦記』全1巻、中央公論社、1995年
- 『大岡昇平集 9・10』 岩波書店、1983年。解説大江健三郎
- 『大岡昇平全集 9・10（小説Ⅷ・Ⅸ）』 筑摩書房、1995年。解説加賀乙彦

## 文庫判
- 『レイテ戦記』（中公文庫 上中下、1974年、のち下巻は増補／新編改版 全4巻、2018年）　
1巻 ISBN 412-206576-3 / 2巻 ISBN 412-206580-1
3巻 ISBN 412-206595-X / 4巻 ISBN 412-206610-7
全30章・付録（太平洋戦争年表、レイテ島作戦陸軍部隊編成表、書誌）
あとがき（新編は自著解説・対談）
解説：旧版・下巻（菅野昭正）、新版・第1巻（大江健三郎）
索引（地名索引・人名索引・部隊名索引）
補遺。数多くの図版が用いられている